# 5711 (année hébraïque)
5711 (hébreu : ה'תשי"א , abbr. : תשי"א) est une année hébraïque qui a commencé à la veille au soir du 12 septembre 1950 et s'est finie le 30 septembre 1951. Cette année a compté 384 jours. Ce fut une année embolismique dans le cycle métonique, avec deux mois de Adar - Adar I et Adar II. Ce fut la sixième année depuis la dernière année de chemitta.
En l'an 5711, l'État d'Israël a fêté ses 3 ans d'indépendance.

## Calendrier
Ce calendrier hébraïque de l'année 5711 donne les correspondances avec les dates du calendrier grégorien.
Le premier nombre dans chaque case correspond au jour du mois hébraïque. Les jours en couleurs sont des jours remarquables juifs ou israéliens.
| ◄◄ | 5711 | ►► |

## Événements
- Le roi Abdallah Ier de Jordanie est assassiné dans la mosquée Al-Aqsa par un partisan des muftis, bannis de la ville. Son fils Talal lui succède. L’émir Naïf, son deuxième fils, devient régent. Les derniers contacts d’Israël avec les Arabes sont rompus. La commission de conciliation est supprimée et remplacée par une mission de bons offices.

## Naissances
- Avshalom Kor
- Limor Livnat
- Izhar Cohen

## Décès
- Arnold Schönberg
- Abdallah Ier de Jordanie, roi de Jordanie, assassiné par un Palestinien à Jérusalem

5706 - 5707 - 5708 - 5709 - 5710 - 5711 - 5712 - 5713 - 5714 - 5715 - 5716